# Chiton laterorugosus
Chiton laterorugosus är en blötdjursart som beskrevs av Kaas 1986. Chiton laterorugosus ingår i släktet Chiton och familjen Chitonidae.
Artens utbredningsområde är Madagaskar. Inga underarter finns listade i Catalogue of Life.